# مرتضی رحمانی موحد
مرتضی رحمانی موحد (زاده ۶ دی ۱۳۳۸) دیپلمات و مدیر دولتی ایرانی است.
بیوگرافی
- سرکنسول جمهوری اسلامی ایران در شانگهای
- رئیس اداره دوم کشورهای مشترک‌المنافع و قفقاز
- سفیر جمهوری اسلامی ایران در نیوزیلند
- معاون امور اجرایی مرکز آموزش و پژوهش‌های بین‌المللی وزارت امور خارجه
- ریاست دبیرخانه سازمان همکاری شانگهای در وزارت امور خارجه
- ریاست دبیرخانه همکاری‌های اقتصادی سه‌جانبه
- معاون گردشگری سازمان میراث فرهنگی، صنایع دستی و گردشگری (آبان ۹۲ - شهریور ۹۶)
- مشاور وزیر امور خارجه
- سفیر جمهوری اسلامی ایران در ژاپن ۱۳۹۷ - ۱۴۰۱
- مشاور رئیس دانشکده بین الملل وزارت خارجه ۱۴۰۱